# Карамян Арман Суренович
Арман Карамян (вірм. Արման Քարամյան, нар. 14 листопада 1979, Єреван) — колишній вірменський футболіст, нападник. Має брата-близнюка Артавазда, який також був професійним футболістом.
Насамперед відомий виступами за «Пюнік» та «Тімішоару», а також національну збірну Вірменії.

## Клубна кар'єра
У дорослому футболі дебютував 1996 року виступами за команду «Арабкір», в якій провів один сезон, взявши участь лише у 7 матчах чемпіонату.
Після цього перейшов до «Пюніка», в якому з перервами грав до 2002 року, здобувши з командою золотий дубль.
Згодом грав у складі грецької «Панахаїкі», українського «Арсенала» (Київ), а також румунського «Рапіда» (Бухарест), «Брашова», «Глорії» (Бистриця) та «Чахлеула», проте в жодній з команд не зміг стати основним гравцем.
Своєю грою за останню команду привернув увагу представників тренерського штабу «Тімішоари», до складу якої приєднався 2006 року. Відіграв за тімішоарську команду наступні чотири сезони своєї ігрової кар'єри.
Протягом 2010 року недовго захищав кольори «Стяуа».
До складу клубу «Уніря» (Урзічень) приєднався в середині вересня 2010 року і за наступний сезон встиг відіграти за команду з міста Урзічень 5 матчів в національному чемпіонаті, після чого завершив ігрову кар'єру у нижчоліговому румунському клубі «Клінчень», де провів ще два сезони.

## Виступи за збірну
9 січня 2000 року дебютував в офіційних матчах у складі національної збірної Вірменії в товариській грі зі збірною Гватемали, яка завершилася з рахунком 1-1.
Всього за одинадцять років провів у формі головної команди країни 48 матчів, забивши 5 голів.

## Досягнення

### Клубні
- Чемпіон Вірменії (2) : 2001, 2002
- Володар Кубка Вірменії (1) : 2002
- Володар Суперкубка Вірменії (1) : 2002
- Срібний призер чемпіонату Румунії (2): 2009
- Фіналіст Кубка Румунії (2): 2007, 2009

### Індивідуальні
- Футболіст року у Вірменії: 2002
- Найкращий бомбардир чемпіонату Вірменії (2) : 2001, 2002